# Toy Story Toons
Toy Story Toons ist eine von Pixar kreierte Animationsserie, die von 2011 bis 2012 produziert wurde. Sie basiert auf dem gleichnamigen Film Toy Story. Die Handlung beginnt nach dem Film Toy Story 3 und zeigt das Leben der Spielzeuge in ihrem neuen Zuhause. Bis 2012 wurden 3 Episoden veröffentlicht, ursprünglich war eine vierte Episode geplant (Mythic Rock), diese sollte bis 2013 veröffentlicht werden.

## Besetzung
| Rolle              | Originalsprecher  | Synchronsprecher   |
| ------------------ | ----------------- | ------------------ |
| Woody              | Tom Hanks         | Michael Herbig     |
| Buzz Lightyear     | Tim Allen         | Walter von Hauff   |
| Aliens             | Jeff Pidgeon      | Gerhard Acktun     |
| Specki             | John Ratzenberger | Michael Rüth       |
| Rex                | Wallace Shawn     | Rick Kavanian      |
| Slinky Dog         | Blake Clark       | Tobias Lelle       |
| Jessie             | Joan Cusack       | Carin C. Tietze    |
| Charlie Naseweis   | Don Rickles       | Hartmut Neugebauer |
| Charlotte Naseweis | Estelle Harris    | Inge Solbrig       |
| Barbie             | Jodi Benson       | Maren Rainer       |
| Sepp Stachel       | Timothy Dalton    | Stefan Rutz        |
| Mäusezahn          | Jeff Garlin       | Thomas Wenke       |
| Trixie             | Kristen Schaal    | Kathrin Gaube      |
| Dolly              | Bonnie Hunt       | Katharina Lopinski |
| Peatey             | Zoe Levin         | Liv Wagener        |
| Ken                | Michael Keaton    | Christian Tramitz  |
| Bonnie Anderson    | Emily Hahn        | Laura Jenni        |
| Mrs. Anderson      | Lori Alan         | Petra Einhoff      |
| Chuckles           | Bud Luckey        | Jochen Striebeck   |

## Episodenliste
| Episodennr. | Deutscher Titel   | US-Originaltitel  | Deutsche Erstausstrahlung | US-Erstausstrahlung |
| ----------- | ----------------- | ----------------- | ------------------------- | ------------------- |
| 1 (1.01)    | Urlaub auf Hawaii | Hawaiian Vacation | 06. Mai 2012              | 24. Juni 2011       |
| 2 (1.02)    | Kleine Portion    | Small Fry         | 17. Mai 2012              | 23. November 2011   |
| 3 (1.03)    | Partysaurus Rex   | Partysaurus Rex   | 22. Juni 2013             | 14. September 2012  |